# Rhinobatos annulatus
Rhinobatos annulatus és un peix de la família dels rinobàtids i de l'ordre dels rajiformes.

## Morfologia
Pot arribar als 140 cm de llargària total.

## Alimentació
Menja poliquets, peixets, crancs i cucs.

## Distribució geogràfica
Es troba a les costes del sud-est de l'Atlàntic: des de Namíbia fins a KwaZulu-Natal (Sud-àfrica).